# جان گاتمن
جان موردخای گاتمن (زاده ۲۶ آوریل ۱۹۴۲) روان‌شناس آمریکایی، استاد بازنشسته روان‌شناسی دانشگاه واشینگتن است. تحقیقات او بر پیش‌بینی طلاق و ثبات زناشویی از طریق تحلیل روابط متمرکز است. کار گاتمن در حوزه مشاوره روابط و زوج درمانی قرار دارد

## زندگی شخصی
جان گاتمن در ۲۶ آوریل ۱۹۴۲ در جمهوری دومینیکن از پدر و مادری یهودی ارتدکس به دنیا آمد. پدر او پیش از جنگ جهانی دوم در وین خاخام بود. دو ازدواج ابتدایی او به طلاق ختم شد. اما وی در سال ۱۹۸۷ با جولی شوارتز، روان درمانگر ازدواج کرد. او یک دختر به نام موریا گاتمن دارد. جان و جولی گاتمن در ایالت واشینگتن زندگی می‌کنند.

## تحصیلات و حرفه
جان در سال ۱۹۶۲ مدرک کارشناسی خود را در رشته ریاضی-فیزیک از دانشگاه فرلی دیکینسون دریافت کرد. . در سال ۱۹۶۴، مدرک کارشناسی ارشد خود را در رشته ریاضیات-روان‌شناسی از موسسه فناوری ماساچوست گرفت و دومین مدرک کارشناسی ارشد خود را در رشته روان‌شناسی بالینی-ریاضی در سال ۱۹۶۷ و دکترای روان‌شناسی بالینی را در سال ۱۹۷۱ از دانشگاه ویسکانسین دریافت کرد.
گاتمن در دانشگاه فرلی دیکنسون به عنوان مربی برای بخش ریاضیات، دستیار پژوهشی برای بخش فیزیک و محقق برای دانشکده مهندسی کار کرد. در آزمایشگاه ملی لارنس برکلی، او به عنوان برنامه‌نویس کامپیوتر و ریاضیدان کار می‌کرد. او یک ارزیاب برنامه و طراح تحقیق برای دپارتمان آموزش عمومی ویسکانسین بود. در سال ۱۹۸۱، گاتمن استاد روان‌شناسی در دانشگاه ایلینوی شد. علاوه بر این، او به مدت ۱۶ سال استاد روان‌شناسی در دانشگاه واشینگتن بود. از سال ۲۰۰۲، گاتمن به عنوان استاد ممتاز روان‌شناسی برای دانشگاه واشینگتن و به عنوان مدیر اجرایی مؤسسه تحقیقاتی رابطه در سیاتل کار کرده است.

## جوایز و افتخارات
از جوایزی که دکتر گاتمن موفق به کسب آنها شده است می‌توان به موارد زیر اشاره کرد:
- جایزه پژوهشگر برجسته انجمن ازدواج و خانواده درمانی
- جایزه آکادمی خانواده درمانی آمریکا
- جایزه برگس ۱۹۹۴ برای شغل برجسته در نظریه و تحقیق

همچنین علاوه بر این، گاتمن جزو ۱۰ درمانگر برتر ربع قرن گذشته که توسط شبکه روان‌درمانی فهرست شده‌اند جای دارد.